# Exserohilum oryzicola
Exserohilum oryzicola är en svampart som beskrevs av Sivan. 1984. Exserohilum oryzicola ingår i släktet Exserohilum och familjen Pleosporaceae.   Inga underarter finns listade i Catalogue of Life.